# Milenko Vukojičić
Milenko Vukojičić ( Bijelo Polje, 29. april 1927 - 8. jun 2008 ) je bio crnogorski slikar, jedan od najistaknutijih predstavnika čuvene Umjetničke škole u Herceg Novom, čije se otvaranje smatra presudnim momentom za razvoj crnogorskog slikarstva.
Radio je kao profesor likovnog vaspitanja i istorije umjetnosti, bio je učesnik NOB-a, alpinista.